# Jag Panzer (EP)
Jag Panzer, in seguito pubblicato con il nome di Tyrants, è il primo EP del gruppo musicale heavy metal statunitense Jag Panzer, pubblicato nel 1983.

## Il disco
La prima edizione del disco è uscita in 45 giri tramite l'etichetta indipendente Azra Records che in precedenza aveva già pubblicato il singolo DeathRow.
Durante la sessione di registrazione è stata incisa anche la canzone Tower of Darkness che però sarà inclusa soltanto nelle ristampe in CD, pubblicate nel 1992 da Mausoleum Records e nel 2013 da High Roller Records con l'aggiunta di altre sette tracce bonus.
La copertina dell'album è ad opera di Keith Austin che ha disegnato anche quella del successivo Ample Destruction.

## Tracce
Testi e musiche di Jag Panzer.
1. Battle Zones – 3:39
2. Death Row – 2:56
3. Metal Melts the Ice – 4:42
4. Iron Shadows – 5:21

Tracce bonus Mausoleum Records
1. Tower of Darkness – 2:18

Tracce bonus High Roller Records
1. Tower of Darkness – 2:26
2. The Oracle – 2:29
3. Under the Knife – 2:43 – prima versione di Reign of the Tyrants pubblicata su Ample Destruction
4. The Crucifix (demo) – 2:21
5. Battles Zones (demo) – 3:27
6. Rock & Roll Suicide – 3:32
7. On The Rocks – 7:33
8. Sit On My Face – 0:16

## Formazione
- Harry "The Tyrant" Conklin - voce
- Mark Briody - chitarra e tastiera
- John Tetley - basso
- Rick Hilyard - batteria